# Cozieni (okręg Buzău)
Cozieni – wieś w Rumunii, w okręgu Buzău, w gminie Costești. W 2011 roku liczyła 266 mieszkańców.